# تشارلز أندرو دويل
تشارلز أندرو دويل (بالإنجليزية: Charles Andrew Doyle)‏ هو قسيس أمريكي، ولد في 31 مايو 1966 في كاربوندال في الولايات المتحدة.